# Ajvar
Cette page contient des caractères spéciaux ou non latins. S’ils s’affichent mal (▯, ?, etc.), consultez la page d’aide Unicode.
L'ajvar ([ˈajvar], айвар en cyrillique) est une sorte de condiment principalement à base de poivron rouge, de piment et d'ail, parfois avec des aubergines ou des tomates. Originaire de la Bosnie-Herzégovine et populaire dans tous les pays des Balkans, l’ajvar est traditionnellement préparé à la maison dans toutes les familles en Serbie et Macédoine, en septembre, puis stocké et consommé pendant toute l'année. L'ajvar est généralement servi comme condiment ou sur du pain.

## Étymologie
Le nom ajvar vient du mot turc havyar, qui signifie « œufs de poisson salés » ; il partage cette étymologie avec le caviar. Le caviar d'esturgeon était populaire le long du Danube jusqu'à la fin du XIXe siècle,. Des difficultés d'approvisionnement ont conduit les restaurants de Belgrade à graduellement proposer une alternative, l'ajvar rouge (ou ajvar serbe). 
À cette époque, le poivron arrive en Europe, l'ingrédient principal de l'ajvar est un légume d'Amérique, popularisé en Europe et donc en Serbie à partir du XIXe siècle. La recette qui devait remplacer le caviar à Belgrade dans les restaurants est alors élaborée. On remplace les aubergines, utilisées dans une recette de condiment, par des poivrons, et ainsi on propose aux Belgradois la recette du caviar serbe ou ajvar. Aujourd'hui encore, la Serbie est le pays qui produit le plus d'ajvar dans le monde.